# Silvius latifrons
Silvius latifrons är en tvåvingeart som beskrevs av Olsufjev 1937. Silvius latifrons ingår i släktet Silvius och familjen bromsar. Inga underarter finns listade i Catalogue of Life.